# Francisco Jiménez Bautista
Francisco Jiménez Bautista (Molvízar, Provincia de Granada, 11 de agosto de 1961) es un maestro, geógrafo y antropólogo español, doctor en Humanidades, profesor del Departamento de Antropología Social de la Universidad de Granada, España; miembro y, fundador del Instituto de la Paz y los Conflictos de la misma universidad.

## Biografía
Francisco Jiménez Bautista nació en 1961 en Molvízar (Granada, España). 
En 1986 culminó el Diplomado en Ciencias de la Educación en la Escuela Universitaria de Magisterio ‘La Inmaculada Concepción’ de Granada; en 1990 obtuvo la Licenciatura en Filosofía y Letras (sección de Geografía e Historia) por la Universidad de Granada, y en el año 2002 alcanzó el título de Doctor en Humanidades por la Universidad de Almería.
Desde 1995 ha sido profesor de la Escuela Universitaria de Magisterio ‘La Inmaculada Concepción’ de Granada y desde el año 2000 hasta la actualidad profesor titular de la Universidad de Granada.
Desde el 2003 al 2007 fue coordinador del Doctorado ‘Paz, conflictos y democracia’ de la Universidad de Granada.
Desde 2011 es Director de la Colección de Paz y Conflictos de la Editorial Dykinson, Madrid, hasta la actualidad.
Desde 2013 y hasta 2017 se desempeñó como director de la Revista de Paz y Conflictos de la Universidad de Granada.
Desde 2014 es miembro de la Comisión Académica del Doctorado de Ciencias Sociales de la Universidad de Granada y Secretario de dicha comisión desde enero de 2015.
A lo largo de los años ha publicado decenas de libros y de artículos en revistas científicas, además, ha colaborado con capítulos en numerosos libros, ha dirigido una veintena de tesis doctorales y numerosas tesis de grado y Trabajos Fin de Máster y ha participado en más de veinte proyectos de investigación..
En la actualidad es catalogado como un reconocido investigador en el área de la Irenología o Estudios para la Paz. Es el primer Profesor Titular de Estudios de la paz en España en 2010.

## Pensamiento
Francisco Jiménez ha desarrollo los conceptos de paz neutra y paz mundo con el propósito de establecer un Cartografía de paces que interactúan en la interdisciplinariedad de la geografía, la antropología y la Investigación para la paz desde una educación práxica.

### Líneas de investigación
Sus trabajos abarcan tres ámbitos principales: Geografía y Antropología ecológica, urbana y exclusión social; Conflictos culturales: juventud, racismo y migraciones; y, Teoría e historia de la Antropología y Estudios de la paz. Otros conceptos de «paces» desarrolladas por el profesor son: paz intercultural, paz ecológica, paz vulnerable y paz resiliente.

## Principales obras

### Libros publicados
- 1997: Juventud y Racismo: Actitudes y comportamientos en Granada. Granada, IMFE.
- 2004: Las gentes del área metropolitana de Granada. Relaciones, percepciones y conflictos. Granada: Editorial Universidad de Granada.
- 2008: Cultura de Paz, Barcelona: Fundació per a la Universtitat Oberta de Catalunya.
- 2009: Saber pacífico: La paz neutra. Loja, Ecuador: UTPLoja.
- 2009: Teoría e historia de la Antropología. Manual de Fundamentos de Antropología. Granada: Educatori.
- 2010: Antropología urbana, exclusión social y conflictos educativos. Granada: Educatori.
- 2011: Racionalidad pacífica. Una introducción a los Estudios para la paz. Madrid: Dykinson.[12]
- 2016: Antropología ecológica. Madrid: Dykinson.[13]

### Libros en coautoría
- 1996: Reflexiones, fichas didácticas y bibliografía para educar en la solidaridad y en la lucha contra el Racismo y la Xenofobia (con Antonio Sánchez Sánchez y Torcuato Valenzuela Tomás). Instituto Municipal de Formación y Empleo, Ayuntamiento de Granada: Granada.
- 2001: El área metropolitana de Granada según sus habitantes (con Fernando Fernández Gutiérrez, José Antonio Nieto Calmaestra y Rafael Machado Santiago). E. Universidad de Almería.
- 2005: La Migración de retorno en Andalucía (con Carmen Egea Jiménez, Vicente Rodríguez Rodríguez y José Antonio Nieto Calmaestra). Granada: E: Universidad de Granada.
- 2007: Hablemos de paz (con Mario López Martínez). Pamplona, Colombia: Universidad de Pamplona.

- 2013: Colombia: un mosaico de conflictos y violencias para transformar (con González Joves, Álvaro). Madrid: Dykinson-line.[14]
- 2014: Crisis capitalista, pauperización social y sistema de bienestar en España y México (con Jorge Arzate Salgado y Didimo Castillo Fernández). Toluca, México: Universidad Autónoma del Estado de México/Editorial Porrúa.[15]
- 2019: Gestión de conflictos (con Roberto Beltrán Zambrano y Diana Gabriela Moreira Aguirre). Madrid: Dykinson.[16]

### Libros editados
- 1994: Paz y prospectiva. Problemas globales y futuro de la humanidad. Granada.
- 1996: Jornadas sobre Racismo e Integración. Ciudades contra el Racismo. Granada, ciudad integradora. Granada.
- 1997: Granada, ciudad intercultural e integradora. Materiales didácticas para un debate intercultural: Granada y juventud. Granada.
- 2003: Actas del I Congreso Hispanoamericano de Educación y Cultura de paz. Granada.
- 2015: Contra la deshumanización. Saberes y reflexiones desde la paz. Loja, Ecuador.